# マーフィ・ロバート
マーフィ・ロバート（Robert Shoichi Murphy（ロバート・松一・マーフィ）、1970年3月26日 - ）は、福岡県を拠点に活動する脳科学兼英語教育研究者、バイリンガルパーソナリティ・ローカルタレント。
またMURPHY SCHOOL「マーフィ・スクール」の創立者（元学長）、脳科学兼英語教育学会(FAB)の創立者でもあり、ナレーションやテレビ・ラジオ司会を務めることもある。以前は、「マーフィーズ・カフェ」の店長兼音響係であった。 
現在は、北九州市立大学、基盤教育センター　准教授。 
血液型A型。身長182cm、体重100kg。国籍はアメリカ。

## 略歴
1970年 Bay Ridge, Brooklyn（ブルックリン、ニューヨーク）で生まれる。1976年 Bay Ridge, Brooklyn で柔道と日本語を習い始める。
1980年 神戸に転居。カナディアンアカデミー（CANADIAN ACADEMY）国際学校へ転校。
1983年 神戸で少林寺拳法を習い始める。1986年 神戸カナディアンアカデミー国際学校にて「少林寺拳法部」発起人、指導者となる。
1988年 アメリカに戻り、ロサンゼルス郊外にあるen:Canyon High Schoolを卒業し、カリフォルニア州立大学(CSUN)に入学。1989年 ボクシングジムに通い始め、1991年 スティーブン・セガールの合気道道場に通い始める（短期間指導を受ける）。
1992年 北九州に転居。1993〜1997年 遠賀町教育委員会社会教育課に採用。遠賀町内の各小中学校で英語指導。遠賀町の生涯学習にも大きな影響を与え、遠賀町中央公民館やコミュニティーセンターで大人の為の英会話教室や親子英会話教室を数多く指導。遠賀町の老人大学や老人大学院でお年寄り向けの英会話レッスンも行った。
1993〜1997年 八幡医師会看護専門学院英語講師を務める。1997年4月 「マーフィ・スクール」開校、「マーフィーズ・カフェ」開店。
1998年 CROSS FM「DIGITAL MORNING DRIVE」のナビゲータートギーととんでナイト北九州（放送時はTXN九州）の共演後に友人になり、「DIGITAL MORNING DRIVE」や「CROSS MORNING SHOW GOOD MORNING DMD」の水曜レギュラーゲストとなる。2004年4月からは福岡市天神にある同局の天神きらめき通りスタジオへ移動、放送時間を夕方に移し現在も続く「CATEGORY T.T.」の月曜レギュラーゲストになる。
2002年 よみうりFBS文化センター英会話講師に就任。2006年 イギリスバーミンガム大学(MA TESL/TEFL)院生、2008年 産業医科大学英語講師、2009年 ハーバード大学教育大学院WIDE World online講師となる。
2010年 北九州市立大学講師となる。
2011年 脳科学兼英語教育学会(FAB)を創立 FAB Conferences neuroELT。
2016年 北九州市立大学准教授となる。

## 資格
- 2007 オックスフォード大学（University of Oxford: Effective Online Teaching Certificate）
- 2008 ラトガース大学（Rutgers University: Interpersonal Communication (Advanced Certificate), Leadership and Motivation, Supervision and Management, Negotiation Skills）
- 2008 コーネル大学（Cornell University: Executive Leadership Certificate）
- 2008 ハーバード・メディカルスクール（Harvard Medical School:Emergency Medicine 2006, Neurology）
- 2008 ミシガン大学（University of Michigan: Bioterrorism and Emergency Preparedness, Psychosocial Issues Related to Bioterrorism）
- 2008 ハーバード教育大学院 脳科学、心理学、教育学研究（Harvard Graduate School of Education: Mind, Brain, and Education Institute 2008）
- 2009 バーミンガム大学（MA TESL/TEFL）大学院修了
- 2019 ノッティンガム大学（PhD. Applied Linguistics）修了、博士号取得

## 研究/出版
- 2008年：University of Birmingham: Genre analysis of the ‘simple joke’ (with TESL/TEFL applications).
- 2009年：JALT, Proceedings:Teaching for Understanding: Preparing Students for the 21st Century
- 2009年：Asian EFL Journal: Models for EFL Theory and Methodology Derived From an SiR Based Pilot Study on Japanese Cognitive Development.
- 2010年：JALT,The Language Teacher, Issue 34.2: Where does Psychology and Second Language Acquisition research connect? An interview with Zoltan Dornyei
- 2011年：ETJ Journal: The WUG Test and Major Developments Since Then: The Jean Berko Gleason Interview
- 2011年：JALT,The Language Teacher, My Share, Vol. 35.2: "Learner Training : Emotion and EFL!"
- 2013年：University of Kitakyushu, Kiban Center (14): Critical Review of Five Major L2 Syllabus Designs（北九州市立大学）

## テレビ出演

### RKB毎日放送
- 夕方どんどん 「マーフィ You Gotta 英会話！」（2003年）
- 今日感テレビ 「マーフィのなるほど！イングリッシュ」（2003年）

### TVQ九州放送
- とんでナイト北九州
- まだまだ寝てナイト北九州
- Moon Walker's MegaMix

## ラジオ出演

### CROSS FM
- DIGITAL MORNING DRIVE 水曜レギュラーゲスト
- CROSS MORNING SHOW GOOD MORNING DMD 水曜レギュラーゲスト
- CATEGORY T.T. 月曜レギュラーゲスト

### LOVE-FM
- Stylish Life ハッピークッキング 月曜レギュラー（2004年〜）

## マーフィの「ー」疑惑
日本ではMurphy（マーフィー）、happy（ハッピー）、crazy（クレイジー）のように英語の「y」で終わる言葉に実際の発音を無視して「ー」でをつける人が多くいる。「Murphy」は「まーふぃー」のように「いー」を伸ばしては発音しないのでマーフィは必ず「ー」抜きで名前を書くが、それを無視して「ー」付きで書類が帰ってくることが多い。マーフィの棒（「ー」）疑惑とも言われている。マーフィはこのことを重く受け取り、日々の生活の中でこの問題の改善に全力を尽くしている。
最近の映画ポスターでは「エディー・マーフィー」の名前も「ー」抜きの「エディ・マーフィ」表記になっていることから、マーフィの日々の努力は無駄ではないと判断している人が2 - 3人いると言われている。

## スクール・カフェ
- マーフィ・スクール（1997 - ）北九州 遠賀中間地方を代表する英会話スクールでマーフィは英会話やMacintosh、さらに武道も指導していた。
- マーフィーズ・カフェ（1997 - 2007）遠賀町のマーフィ・スクール内にあるマーフィーズ・カフェではマーフィはカクテルを作ったり、音響・DJなどをしていた。
- マーフィ スクール オブ エデュケーション（2008 - ）心理学、脳化学を元にした教育学の研究、実践、講座などを開いていた。

## 特技、趣味
- 脳科学
- 言語学
- バイリンガル学
- バイカルチャー学
- ジャズ、ブルース
- イタリア料理
- カクテル、ワイン
- バイク
- スタートレック（SF）
- 武道
- Macintosh
- オーディオ、音響
- スピーカーデザイン
- 建築

ミニオン